# او-۲۰۵
زیردریایی یو-۲۰۵ (به انگلیسی: submarine U-205) یک زیردریایی آلمانی بود که طول آن ۶۷٫۱ متر (۲۲۰ فوت ۲ اینچ) بود. این زیردریایی در سال ۱۹۴۱ ساخته شد.